# 粉红三角形
粉红三角形（德文：Rosa Winkel）是納粹集中營臂章之一，用於識別男囚犯被捕的原因為同性戀。在集中營中，每名囚犯都必須佩戴一個倒轉的臂章以區別其所屬的「類別」。臂章的圖形可以重疊，以表示其屬於雙重類別。比如一名猶太裔男同性戀者，將會佩戴一個粉紅色和黃色的三角臂章。
最初，同性戀者的懲罰是去勢（切去男性性器官），後來變成了死刑。雖然在集中營中被殺害的同性戀者難以有精確的統計，但是根據Richard Plant的估算，大約有50,000到63,000名男同性戀者在1933年至1944年間被納粹收監。
在二戰結束，集中營的囚犯被解放之後，很多被歸類為粉紅色三角形的囚犯在盟軍建立的德意志聯邦共和國中再度被囚禁。一個例子是公開的同性戀者Heinz Dörmer，先後在納粹集中營和共和國時期一共被囚禁20年。納粹德國將同性之間的性行為從輕微的罪行修改成重罪的第175條，在納粹覆滅之後的東西兩德都繼續存在了長達24年之久。此後這些囚犯尋求經濟賠償的要求被德國政府拒絕。但德國政府於2002年為此向同志社區發表了一份官方的道歉聲明。
該标志后来被同性恋自豪日和同性恋权利运动收回用作标志，它也是除彩虹旗以外最流行的标志。有些團體把本來倒轉的三角形轉為尖角向上，象徵戰鬥，和提醒人們不要讓類似的慘劇再次發生。

## 引用
1. ↑  Plant, Richard.  revised. H. Holt. 1988: 175. ISBN 978-0-8050-0600-1.
2. ↑  Melissa Eddy. . 美聯社. 2002年5月18日  [2013年9月8日]. （原始内容存档于2011年4月12日）.